# U-Bein-Brücke
Die U-Bein-Brücke (Birmanisch: ဦးပိန် တံတား) ist ein Fußgängerübergang, der den Taungthaman-See in der Nähe von Amarapura in Myanmar quert. Die 1,2 Kilometer lange Brücke wurde um 1850 erbaut und gilt als älteste und längste Teakholz-Brücke der Welt.
Der Beginn des Baus fällt in die Zeit, als die Hauptstadt des Königreichs Ava nach Amarapura verlegt wurde.
Den Namen hat die Brücke von Bürgermeister U Bein, der ihren Bau in Auftrag gab.
Die Brücke ist auch in der heutigen Zeit eine wichtige Verbindung für die lokale Bevölkerung. Da sie von vielen Touristen besucht wird, versuchen Souvenir-Verkäufer gerne auf und an der Brücke Geschäfte zu machen.
Viel Andrang herrscht im Juli und August; dann steht der Seespiegel am höchsten.
Zum Bau der Brücke wurde Holz aus dem ehemaligen Königspalast in Inwa verwendet. Über 1.086 Pfähle wurden in den Seegrund gerammt; einige wurden inzwischen durch Betonpfeiler ersetzt.
Obwohl der Zustand generell gut ist, gibt eine zunehmende Anzahl verfaulender Pfähle Anlass zur Sorge. Einige werden bereits nur noch über seitliche Querträger gehalten, ihr unterer Teil ist gänzlich verrottet. Ursache der Schäden scheinen einerseits Überschwemmungen zu sein und andererseits ein Fischzuchtprogramm, auf Grund dessen der See sich zu einem stagnierenden Gewässer wandelt. Reparaturen sind beim Ministry of Culture’s Department of Archaeology, National Museum and Library in Planung.
Seit dem 1. April 2013 ist die Touristenpolizei an der Brücke im Einsatz, um für Sicherheit zu sorgen und bei Belästigungen einzuschreiten.

## Bilder

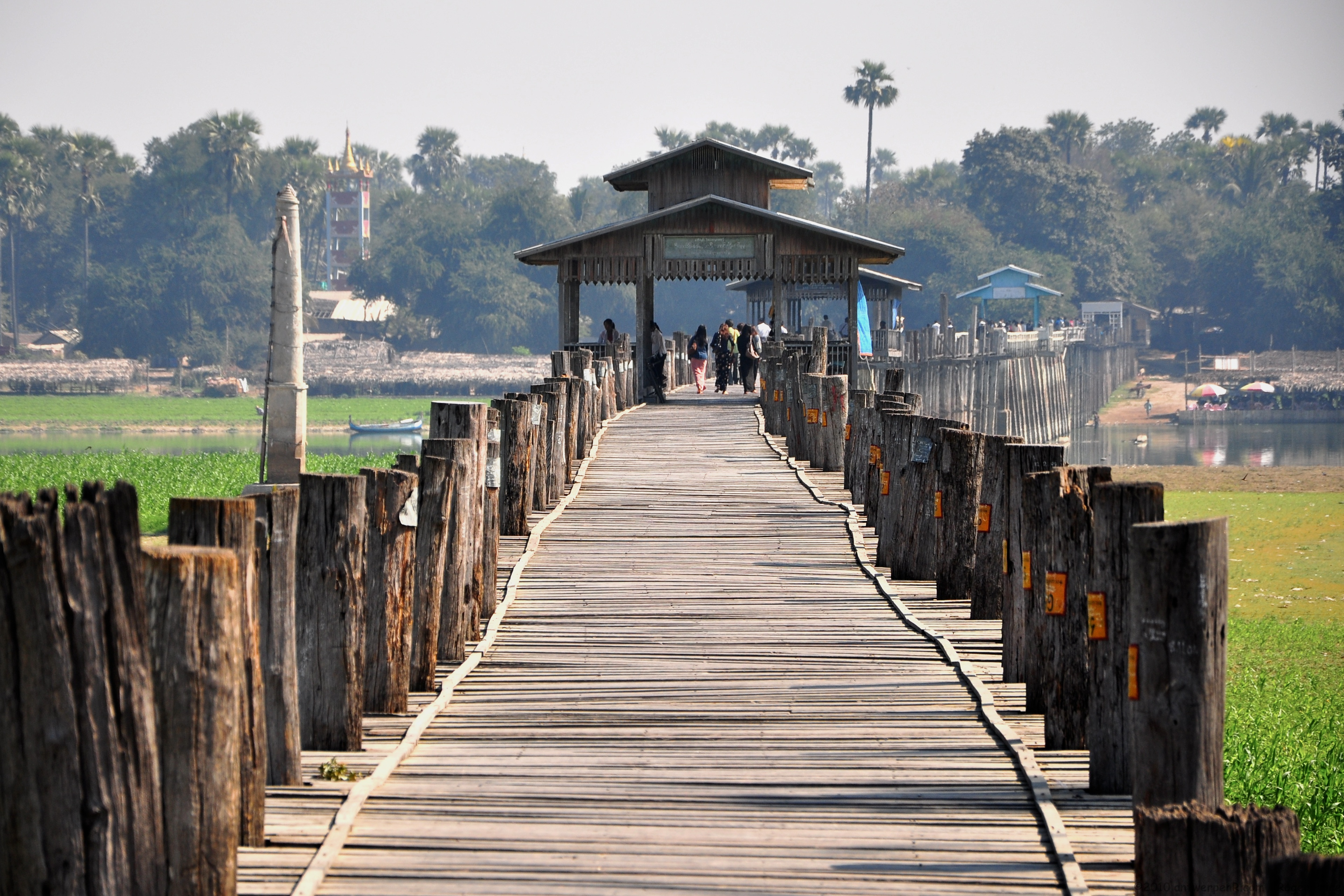
U-Bein-Brücke, Januar 2010
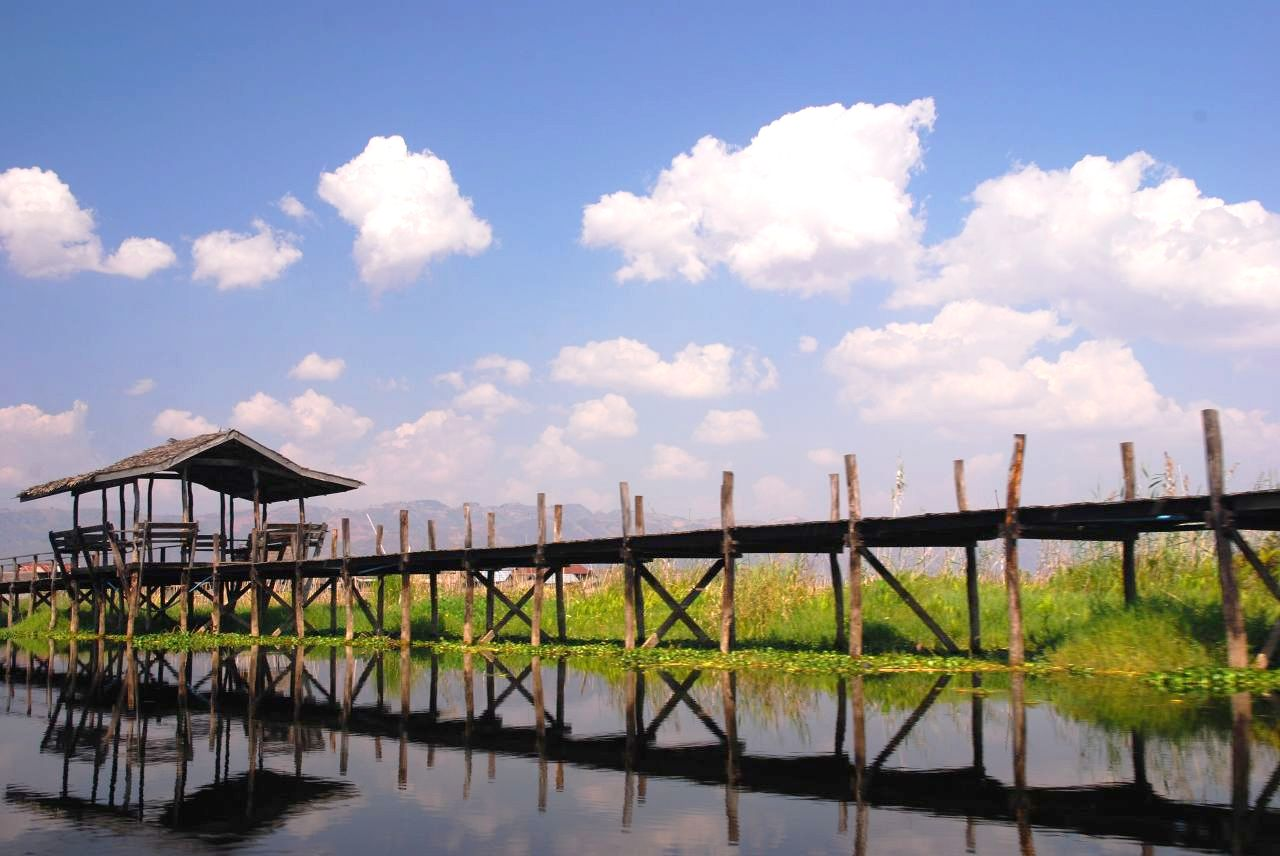
U-Bein-Brücke, März 2008
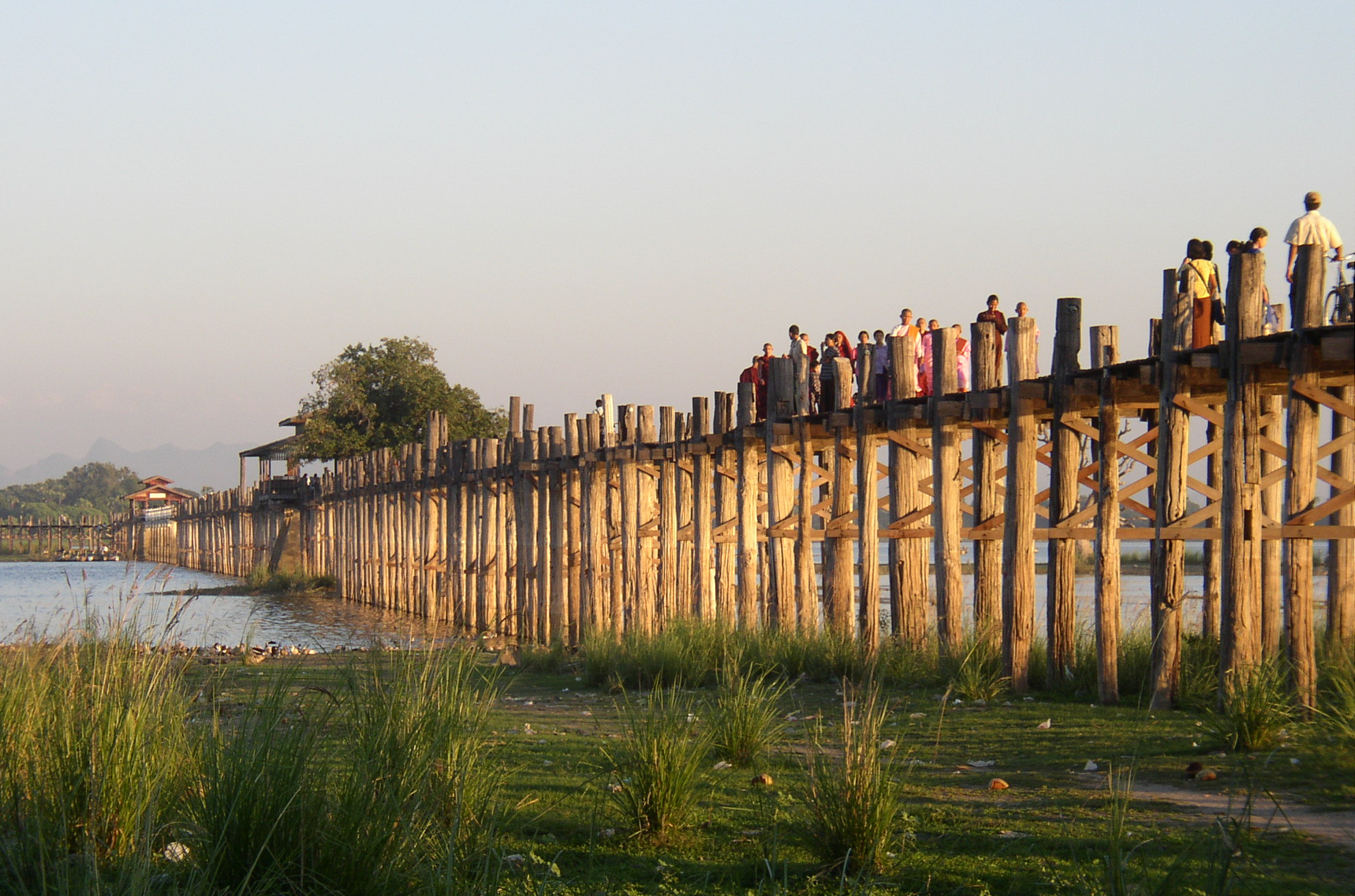
U-Bein-Brücke, November 2005
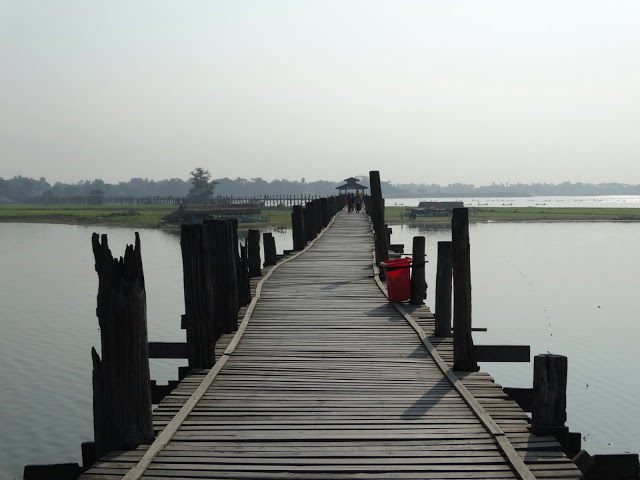
U-Bein-Brücke, Januar 2016